# La Rápita (Lérida)
La Rápita (en catalán y oficialmente La Ràpita) es una localidad española situada al norte del término municipal de Vallfogona de Balaguer, en la provincia de Lérida, Cataluña.
El pueblo tiene una escuela de primaria, una iglesia consagrada a la sagrada familia,y una pequeña ermita dedicada a la protectora del pueblo, santa Margarita, que se sitúa a unos 200 metros del castillo de la Rápita. Tamborn

## Toponimia
Los orígenes del pueblo son árabes: posiblemente su nombre provenga de rabbita, originariamente un tipo de fortín militar, con una marcada función de vigilancia.

## Historia

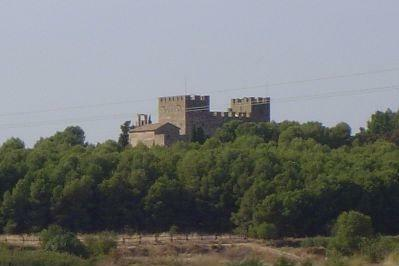
Castillo de la Rápita

El lugar posiblemente ya estaba habitado durante la Edad de Bronce, lo demuestra las abundantes cerámicas encontradas en los alrededores del cerro que ocupa el castillo.
También se han localizado diversos trozos de cerámica ibérica o kalathos, en algunos muros del castillo y en la ermita situada en su cercanía a unos doscientos metros. Se conserva la torre ibérica de guardia. Es una torre de 10,60 × 5,50 metros. 
De la época roma se conserva los restos de un arco romano y cantidades importantes de cerámicas romanas.
Pero la cultura que más vestigios ha dejado es la mulsumana. En el año 711, los árabes cruzaron el estrecho de Gibraltar y en poco tiempo después llegaron a los territorios de La Rápita, donde se establecieron en el cerro del castillo, donde parece que aprovecharon la edificación de la torre ibérica y la convirtieron en lugar de reposo dedicado a la oración. Las noticias documentadas de esta fortificación se remontan al momento de su conquista por parte del conde de Urgel, Ermengol IV y su esposa Adelaida, durante el año 1090. El año siguiente, los condes otorgaron dichos terrenos al monasterio de Santa María de Ripoll, Rapitam que est ante Balager, para que se construyera un monasterio, proyecto que no se hizo efectivo.
Años más tarde, Jaime II de Urgel, escogió el castillo de la Rápita para establecer el cuartel general durante la batalla contra el pretendiente a la Corona de Aragón Fernando I de Aragón.
El censo más antiguo está datado en el año 1378, que atribuye «cinco fuegos» a La Rápita.
A mediados del siglo XIX desapareció como municipio al integrarse en el de Vallfogona de Balaguer.

## Sitios de interés
- Castillo de origen árabe
- Restos romanos
- Iglesia Sagrada Familia
- Ermita Santa Margarita, siglo XVI